# Anemone cathayensis
Espèce
Anemone cathayensis est une espèce de plantes à fleurs de la famille des Ranunculaceae. C'est une petite plante herbacée aux fleurs blanches, endémique de l'est de l'Asie (Chine et Corée).

## Description

### Appareil végétatif
Ce sont des herbacées possédant entre quatre et huit feuilles portées par des pétioles longs de 6 à 25 cm, peu villeux ou glabre. Le limbe foliaire est divisé en trois parties, orbiculaire-réniforme, large de 3 à 6 cm et long de 4 à 9 cm, peu pubescent ou glabrescent, à base cordée ; les segments sont sessiles ; le segment central est trilobé, largement rhombique ou rhombique-obovale, à lobes lobulés, les lobules ultimes ovales ou étroitement ovales ; les segments latéraux sont inégalement trilobés, obliquement flabellés.

### Appareil reproducteur
Un pied porte entre deux et six hampes florales, hautes de 15 à 40 cm, peu pubescents ou glabres, portant des cyme de deux à cinq fleurs. Les bractées involucrales sont par trois, quatre ou cinq ; le limbe des bractées est inégalement tripartite ou trilobé, rhombique ou obovale, long de 4 à 7 cm, à marge dentée ou entière. Le pédicelle est long de 2 à 5 cm, peu pubescent ou glabre. Il y a cinq ou six (parfois jusqu'à dix) sépales, blancs ou rosés, obovales ou étroitement obovales, longs de 10 à 18 mm et larges de 5 à 10 mm, glabres, portant trois, quatre ou cinq nervures basales, chacune ayant un, deux ou trois anastomoses. Les étamines sont longues de 4 à 5 mm ; le filet est légèrement dilaté ; l'anthère est étroitement ellipsoïde. L'ovaire est glabre ou pubescent. Le fruit est un akène largement ovoïde ou presque globuleux, long de 5 à 6 mm et large de 4 à 5 mm, ailé, glabre ou pubescent ; le style est incurvé, long d'environ 1 mm. La floraison a lieu d'avril à juillet.

## Habitat et répartition
C'est une espèce endémique d'Asie, présente en Corée et dans l'est de la Chine, dans les provinces de Hebei, Henan et Shanxi. Elle pousse sur les pentes herbeuses ou graveleuses, les bords de ruisseaux, entre 1 000 et 2 800 m d'altitude.

## Taxinomie

### Historique
En 1939, le botaniste japonais Masao Kitagawa (d) (abréviation d'auteur : Kitag.) publie invalidement le nom Anemone cathayensis dans son ouvrage sur la flore de Mandchourie Lineamenta Florae Manshuricae. Il le place en synonymie du nom Anemone narcissiflora var. chinensis Kitag.,.
En 1958, son compatriote Michio Tamura (d) décrit validement la  variété autonyme et décrit la nouvelle variété hispida, dans le périodique Acta Phytotaxonomica et Geobotanica (en).
En 2006, le nom est définitivement validement publié par Svitlana Mikolayivna Ziman (d) et Yuichi Kadota (d), dans une révision taxinomique de la section Omalocarpus du genre Anemone, dans le Journal of Japanese Botany. 

### Synonymes
Anemone cathayensis a pour synonymes :
- Anemonastrum chinense (Kitag.) Holub in Folia Geobot. Phytotax. 8: 165 (1973), nom. superfl.
- Anemone narcissiflora var. chinensis Kitag. in Rep. Exped. Manchoukuo Sect. IV 4: 17 (1936)
- Anemone narcissiflora subsp. chinensis (Kitag.) Kitag. in Lin. Fl. Manshur.: 213 (1939)

### Variétés
Selon Plants of the World online (POWO) (31 janvier 2025) :
- Anemone cathayensis var. cathayensis - synonymes :
  - Anemone demissa var. glabrescens Ulbr. in Bot. Jahrb. Syst. 37: 267 (1906)
  - Anemone narcissiflora var. pekinensis Schipcz. in Trudy Bot. Sada Imp. Yur'evsk. Univ. 13: 85 (1912)
  - Anemone xiaowutaishanica W.T.Wang & Bing Liu in J. Syst. Evol. 46: 739 (2008)
- Anemone cathayensis var. hispida Tamura in Acta Phytotax. Geobot. 17: 114 (1958) - synonyme : Anemone cathayensis f. hispida (Tamura) Kitag. in Neolin. Fl. Manshur.: 290 (1979)